# Minoische Religion

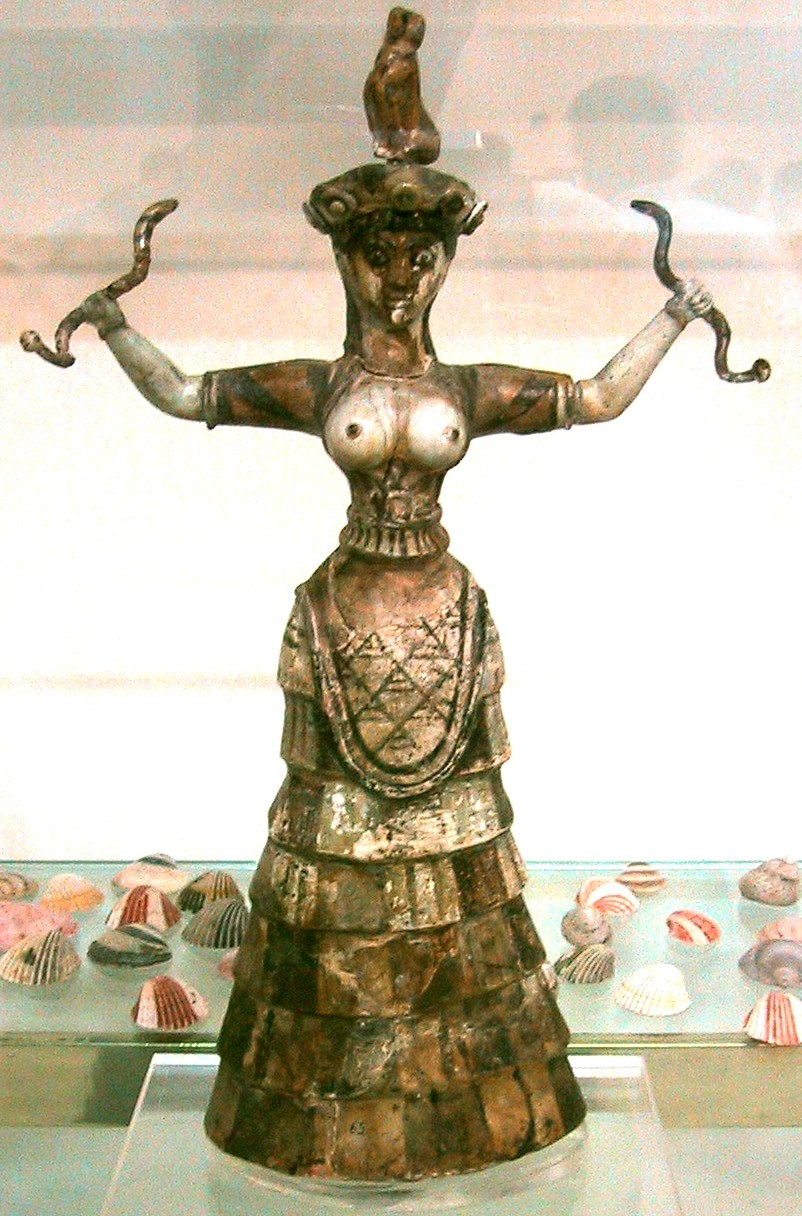
Sogenannte „kleine Schlangengöttin“, eine Fruchtbarkeitsgöttin, beim „Schlangentanz“ aus dem Palast von Knossos

Die Religion der minoischen Kultur des bronzezeitlichen Kreta ist weitestgehend nur aus archäologischen Funden bekannt.

## Religion der Vorpalastzeit

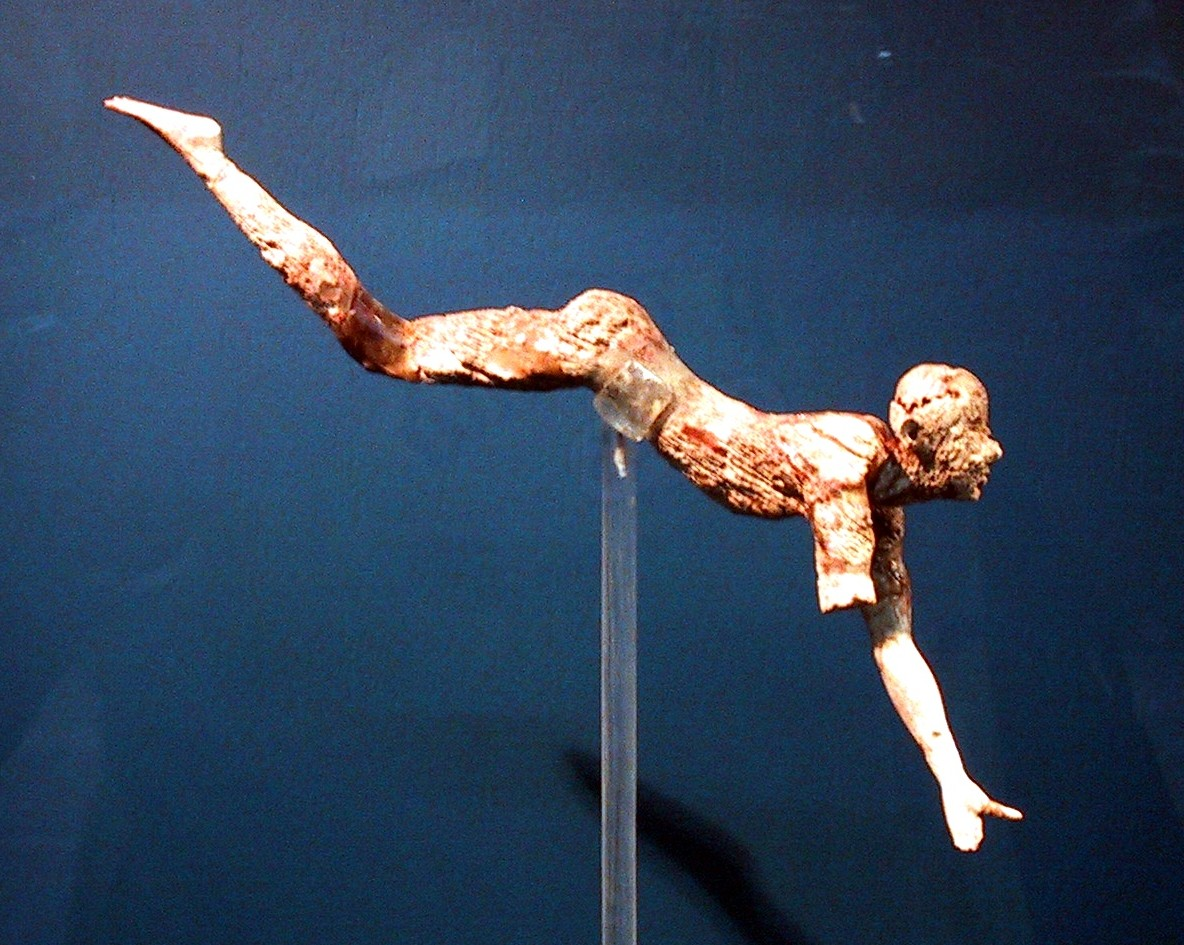
Der Stierspringer von Knossos archäologisches Museum Iraklio

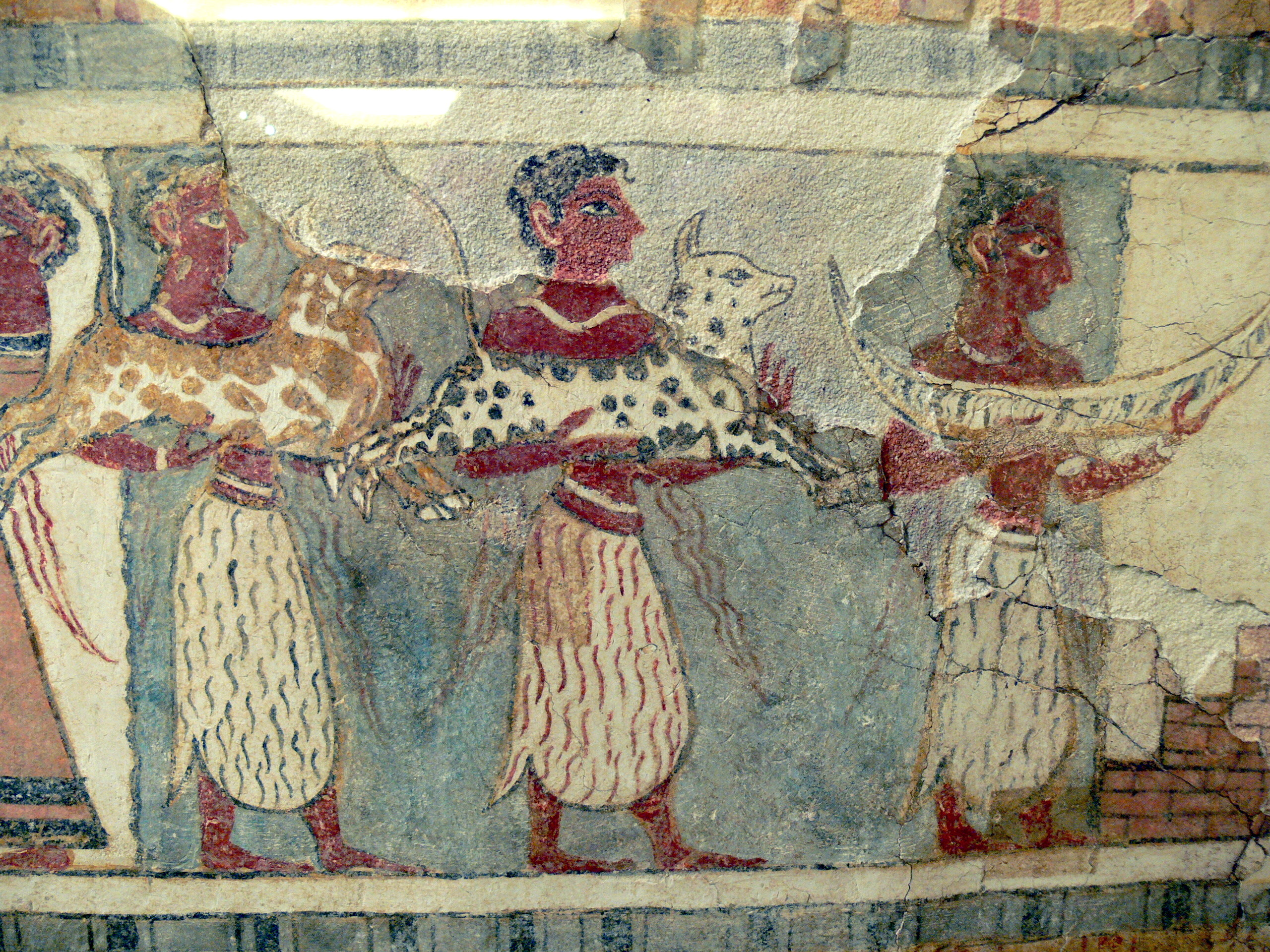
Männer tragen Kälber und das Modell eines Bootes als Opfergaben zum Toten, zum Sarkophag von Hagia Triada

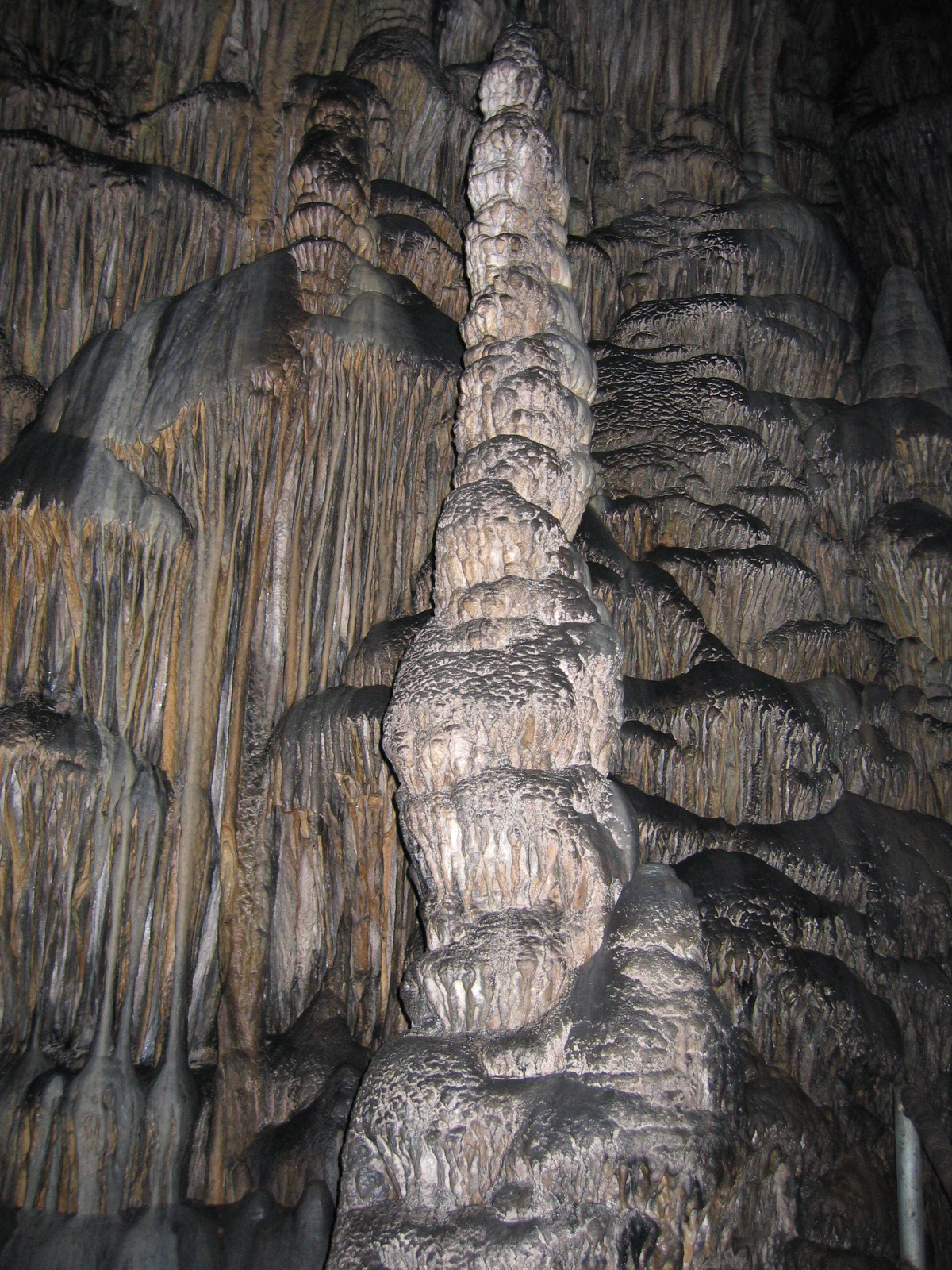
Detail der Zeus-Höhle (Höhle der Psychro Ida-Gebirge) auf Kreta

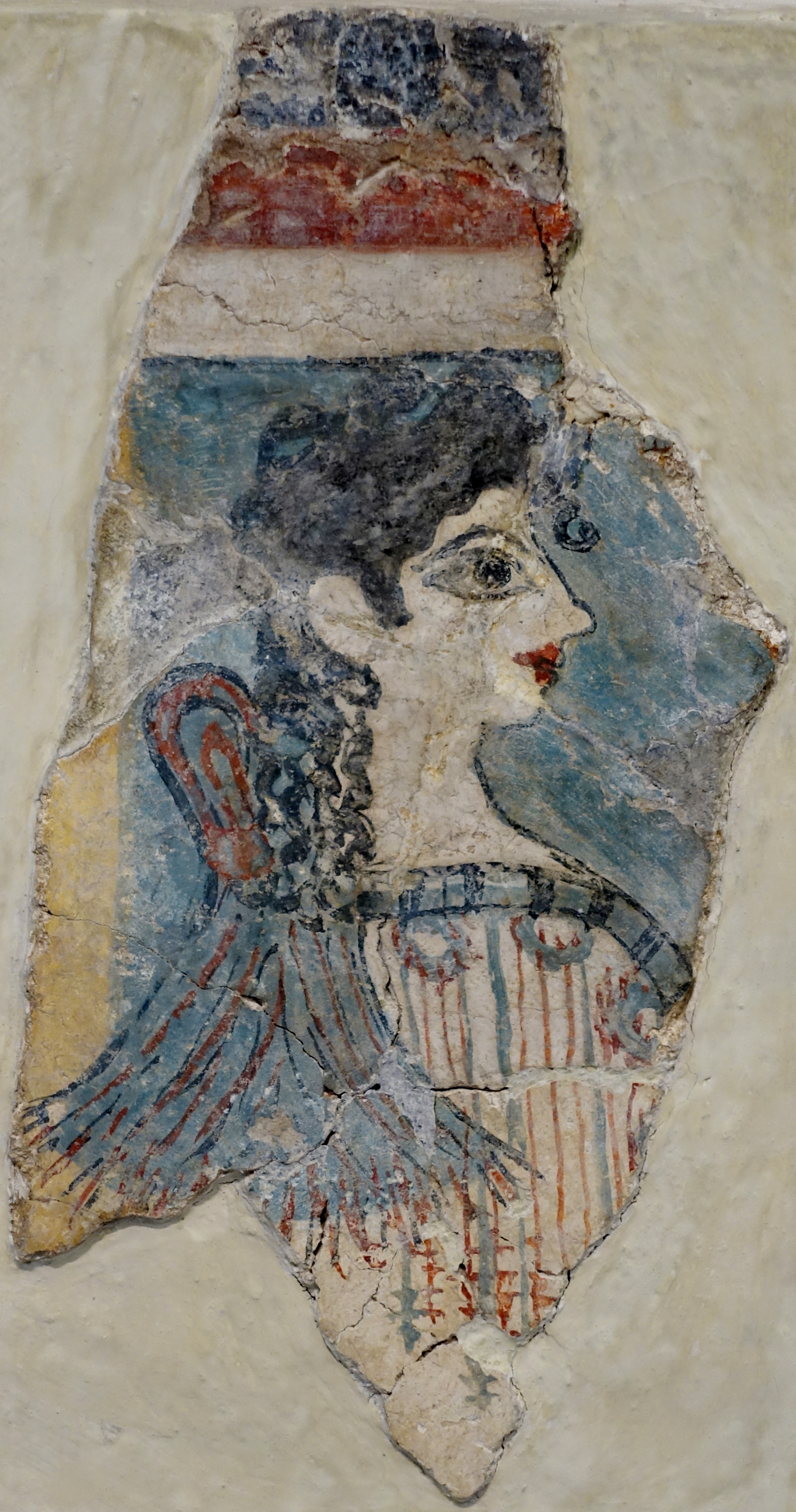
Kretischer Meister (Die "Pariserin"), Detail aus einer Wandmalerei im Königspalast von Knossos; mit dem Symbol auf der Rückseite, eines heiligen Knotens (um 1500 v. Chr.)

In der Vorpalastzeit (Frühminoisch I bis Mittelminoisch IA, Frühminoische Zeit von ca. 2600 bis 1900 v. Chr.) existierten gepflasterte Plätze in der Nähe von Tholosgräbern. Diese könnten im Zusammenhang mit Totenkult oder für religiöse Feste gesellschaftlich genutzt worden sein. Weitere Heiligtümer existierten sowohl innerhalb als auch außerhalb bebauter Gegenden. Gipfelheiligtümer (z. B. auf dem Berg Giouchtas) und heilige Höhlen (z. B. die Höhle von Psychro, die Kamares-Höhle und die Höhle der Eileithyia in Amnissos) scheinen existiert zu haben und dienten wohl der gemeinschaftlichen Verehrung, während Schreine (z. B. in Myrtos-Fournou Korifi) privaten Kultpraktiken dienten. Berge galten wohl als bevorzugte Aufenthaltsorte der Götter, sodass dort Heiligtümer errichtet und religiöse Feste gefeiert wurden. Oft wurde der heilige Bezirk durch eine Mauer eingegrenzt. Innerhalb des heiligen Bezirkes stand ein Altar, seltener ein kleiner Tempel. Votivgaben wurden in Felsspalten abgelegt oder in Freudenfeuern verbrannt. Diese Votivgaben waren gebrannte Lehmfigurinen, darunter Menschen als Beter, Körperteile zum Erbitten von Heilung, Tiere (Stiere, Schafe, Ziegen, Schweine, Hunde, Vögel, Skarabäen, selten Wiesel) zum Erbitten von Schutz für das Vieh, Skarabäen wohl symbolisch, und Feldfrüchte zum Erbitten einer guten Ernte. Die Gottheiten scheinen Gottheiten der Natur gewesen zu sein, und vereinzelte Unterschiede in den Opferpraktiken weisen auf eine polytheistische Religion hin.

## Religion der frühen Palastzeit
In der frühen Palastzeit (Mittelminoisch IB und II, Mittelminoische Zeit von ca. 1900 bis 1600 v. Chr.) wurden in ländlichen Regionen Gipfelheiligtümer und heilige Höhlen genutzt, in den Städten jedoch meist Räume innerhalb der Paläste und Häuser, selten auch frei stehende Gebäude. Die Gipfelheiligtümer, von denen es mindestens 37 Stück gab, erlebten in der Frühpalastzeit ihre größte Blüte. Dabei wiesen die Gipfelheiligtümer besondere Beziehungen zu den nahe gelegenen Palästen auf, so der Berg Giouchtas zu Knossos, der Berg Traostalos zu Zakros, der Berg Profitis Ilias zu Mallia und die Kamares-Höhle zu Phaistos. Die Kamares-Höhle war eine von gut 35 heiligen Höhlen. Vor allem in den Höhlen, aber seltener auch auf Gipfelheiligtümern, wurde Keramik, meist gefüllt mit Getreide, geopfert, so z. B. die Kamares-Keramik in der namensgebenden Kamares-Höhle. Ein gut erhaltenes frühpalastzeitliches Heiligtum fand sich im Westhof des alten Palastes von Phaistos. Das Heiligtum bestand aus drei Räumen. Im ersten Raum befanden sich Bänke mit Löchern und Ausguss für Tieropfer, im zweiten Raum stand ein Steinmörser für Getreideopfer während im dritten Raum eine Tritonsmuschel und ein stierköpfiger Opfertisch zu finden waren. Als Lustralbecken oder adyton bezeichnete Räume der frühen Palastzeit waren im Boden vertieft eingelassen, besaßen einen gepflasterten oder verputzten Boden und waren nur über Treppen zu erreichen. Sie dienten sakralen Handlungen, ebenso wie offene Höfe. Der einzige bekannte freistehende Tempel der Frühpalastzeit fand sich in Mallia. Am Hang des Berges Giouchtas in Anemospilia fand sich ein weiterer dreiräumiger Tempel, in dem ein Menschenopfer durchgeführt wurde, welches durch ein Erdbeben konserviert wurde.

## Religion der späten Palastzeit
In der späten Palastzeit (Mittelminoisch II bis erste Hälfte Spätminoisch IB, Spätminoische Zeit, von ca. 1600 bis 1450 v. Chr.) wurden zahlreiche kleine Gipfelheiligtümer nicht weiter genutzt, wenige größere Gipfelheiligtümer aber ausgebaut. Die religiösen Handlungen verlagerten sich in die Paläste und palastbezogene Gipfelheiligtümer. Der Berg Giouchtas wurde über eine Straße mit Knossos verbunden. Außerhalb der Umfassungsmauer wurde ein Gebäude errichtet, innerhalb wurden Megalithterrassen rund um einen Altar mit intensiven Brandspuren angelegt. Die heiligen Handlungen wurden im Freien nahe einer Felsspalte durchgeführt. Zudem fanden sich Statuetten, Trankopfertische, Siegelsteine und Votivwerkzeuge aus Bronze. Die heiligen Höhlen wurden weiterhin stark besucht, z. T. aber auch neue eingerichtet. Die Psychro-Höhle, auch bekannt als diktäische Grotte, und die Ida-Höhle enthielten besonders viele Votivgaben. Beide Höhlen galten in der späteren griechischen Mythologie als Geburtsstätten des Zeus. Weitere Heiligtümer lagen in den Palästen und in Privathäusern. Die im Palast stattfindenden Zeremonien waren entweder geheim oder für den Großteil der Bevölkerung nicht direkt zugänglich. So könnte z. B. der Thronsaal in Knossos für eine "Epiphaniezeremonie" mit Erscheinen einer als Göttin verkleideten Priesterin genutzt worden sein, inklusive Opferung im angrenzenden Lustralbecken. Weitere auf Siegeln und Siegelabdrücken abgebildete Kultusriten waren ekstatische Tänze, das Schütteln von Bäumen und das Umarmen großer Steine.

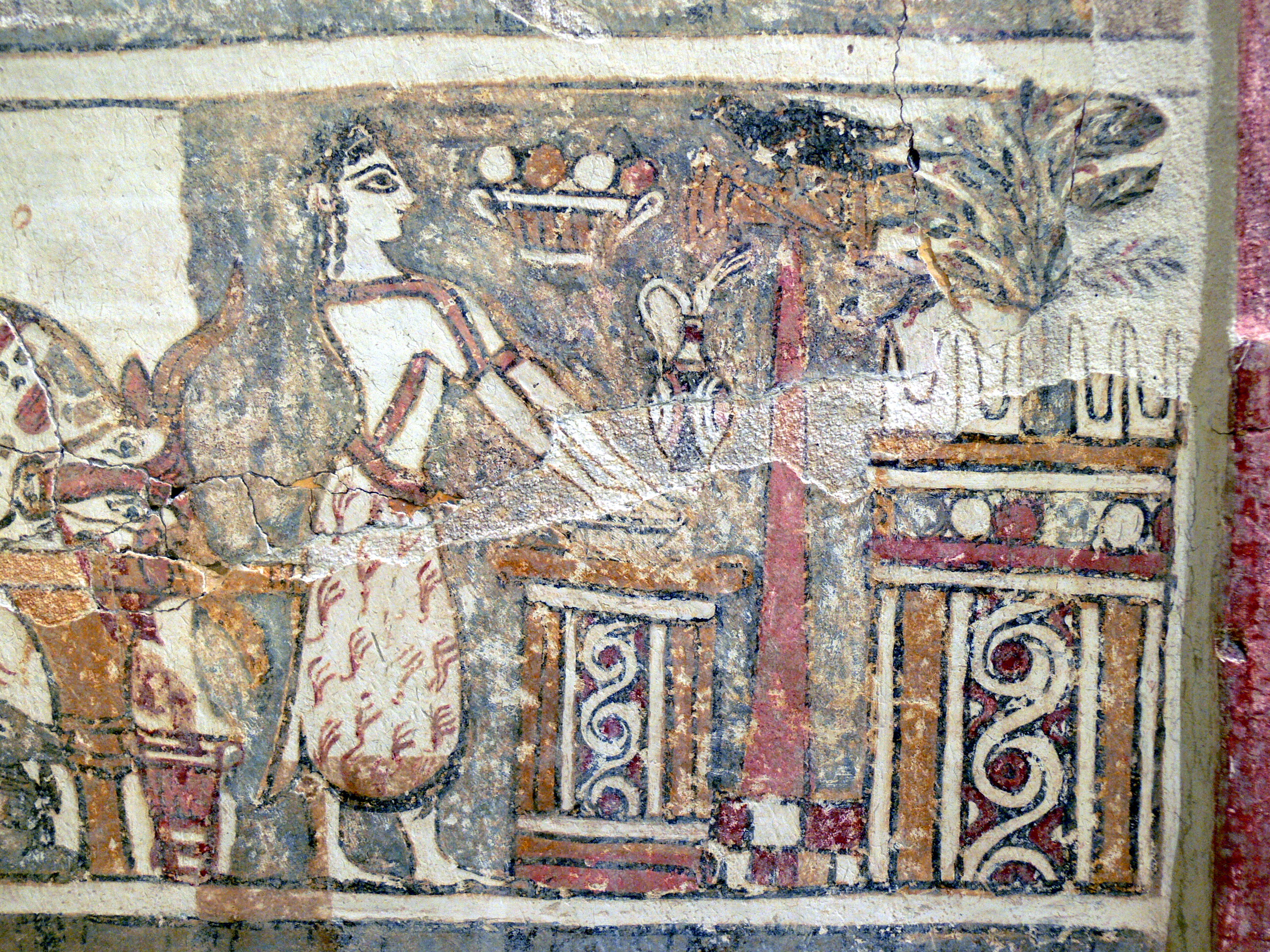
Sarkophag von Haghia Triada: Eine Priesterin opfert an einem mit Stierhörnern geschmückten Altar.
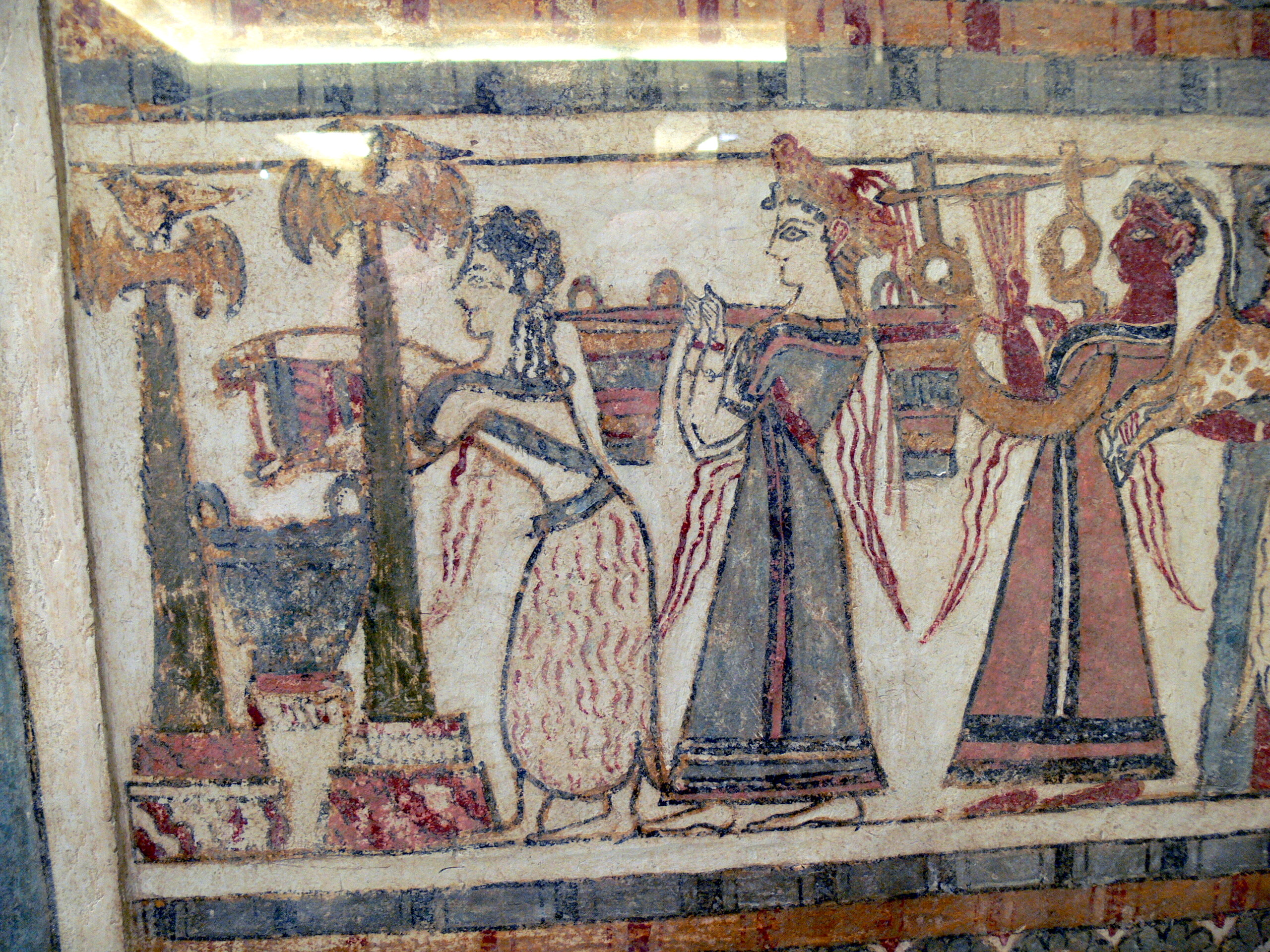
Sarkophag von Haghia Triada: Eine Priesterin opfert eine Flüssigkeit an einem mit Doppeläxten geschmückten Altar. Ihr folgen eine andere Frau und ein Lyraspieler.
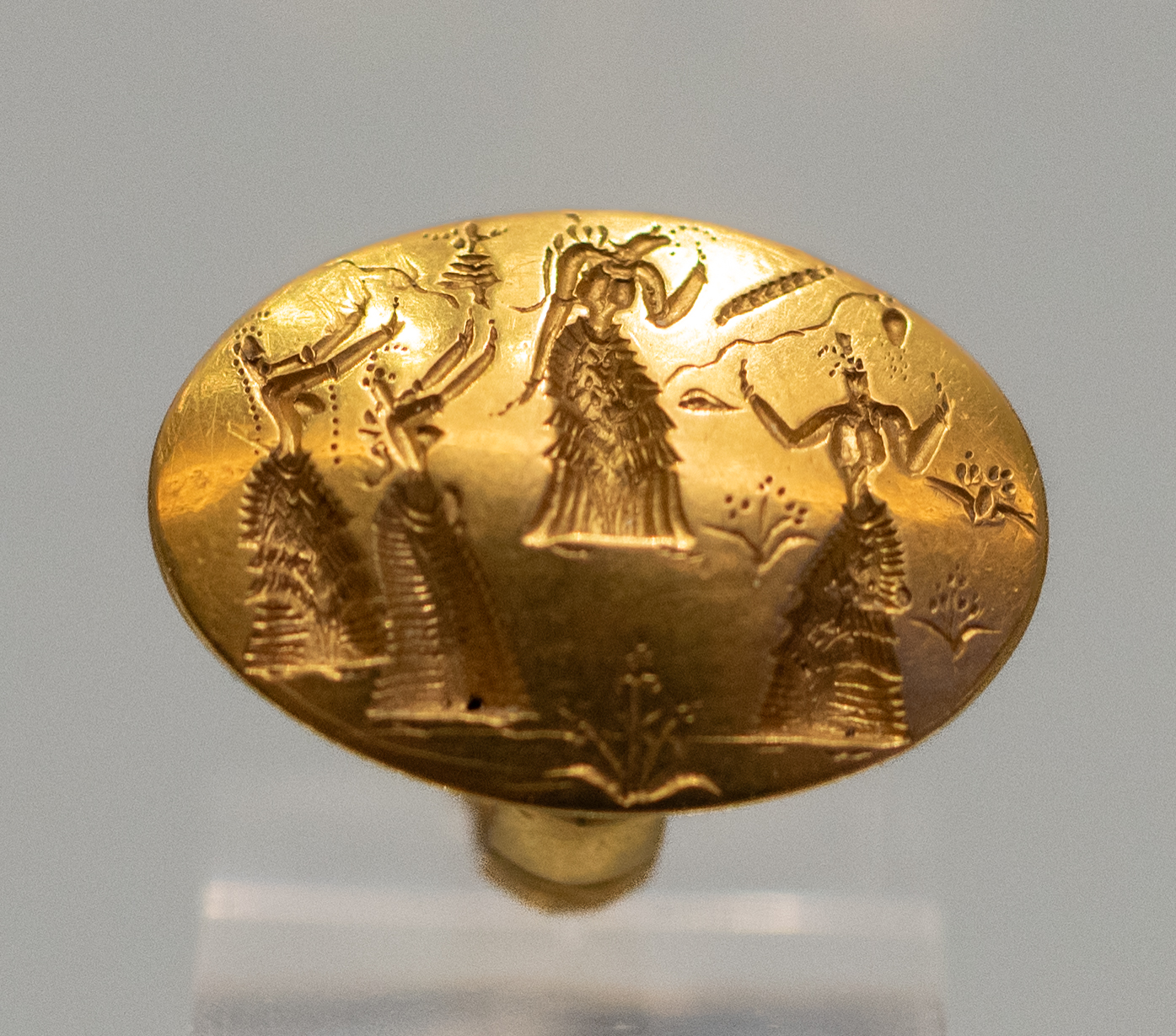
Der Isopata-Goldring. Gefunden in Isopata (Kreta) im 15. Jahrhundert v. Chr.
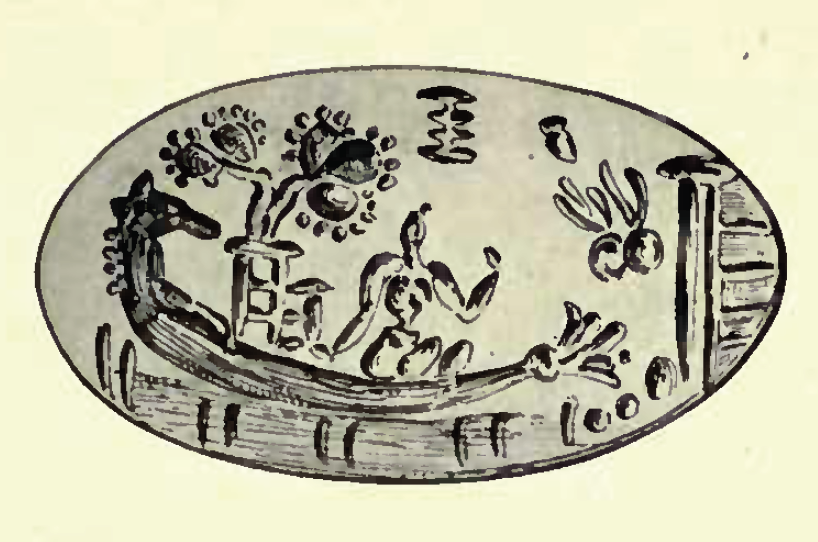
Minoischer Goldring von Mochlos
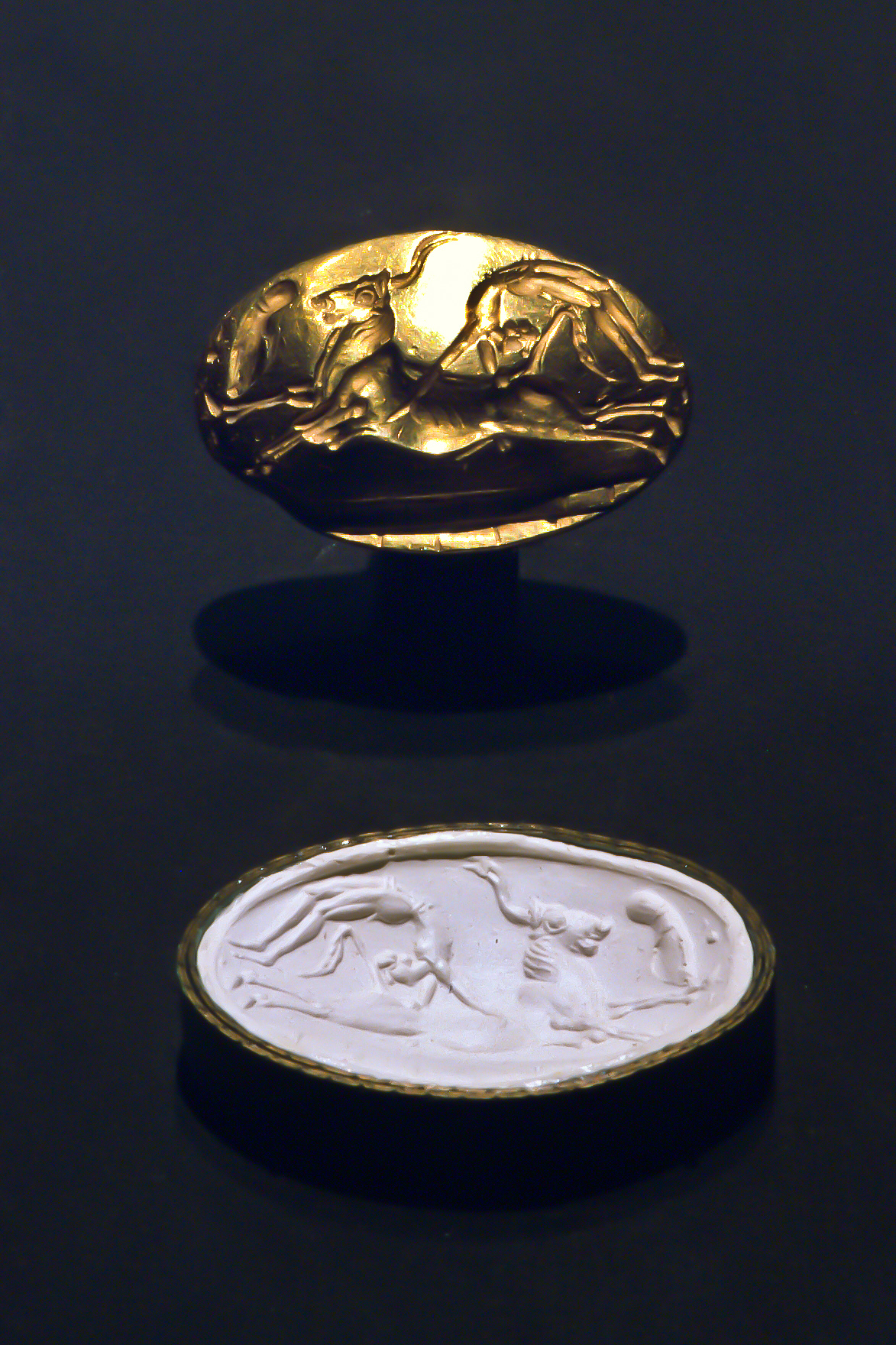
Minoisches Siegel, ca. 1700 v. Chr., Sonderausstellung 2001: Im Labyrinth des Minos, Badisches Landesmuseum Karlsruhe

## Religion der Zeit der letzten Paläste
In der Zeit der letzten Paläste (zweite Hälfte Spätminoisch IB bis Spätminoisch IIIA1) wurden die olympischen Götter von mykenischen Griechen vom Festland auf Kreta eingeführt. Trotzdem blieben die religiösen Hinterlassenschaften typisch minoisch. In Knossos, dem einzigen noch genutzten Palast und Zentrum der mykenischen Herrschaft, wurden wahrscheinlich die olympischen Götter verehrt, während die minoischstämmige Bevölkerung weiterhin ihre alten Götter verehrte. Der Sarkophag von Agia Triada vermittelt ein Bild der Kulthandlungen jener Zeit. Darauf ist dargestellt wie ein Toter in seinem Grab Grabbeigaben erhält. Eine Frau gießt eine Flüssigkeit, vielleicht Blut, in einen Kessel, der zwischen zwei Doppeläxten hängt. Eine Frau trägt Eimer an einer Stange. Zwei Männer spielen Leier und Doppelflöte. Mehrere Frauen opfern einen Stier und Ziegen. Blut aus der Kehle des Stiers läuft in ein Rhyton. Eine Frau opfert Früchte an einem Altar zwischen Doppeläxten in der Nähe eines Tempels mit Kulthörnern.

## Religion der Nachpalastzeit

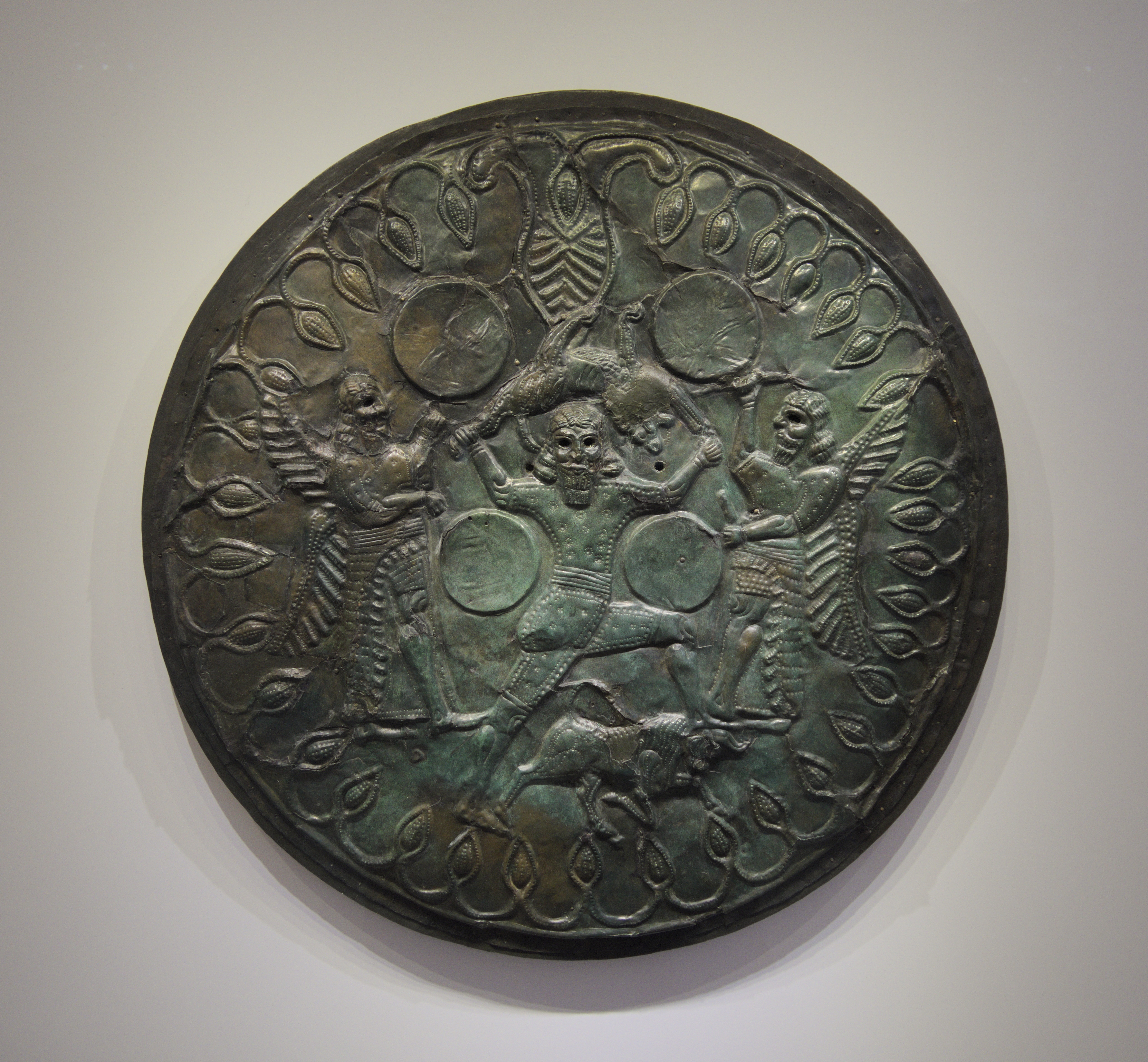
Das Bronze-Schild stellt Zeus dar, in der Mitte umgeben von Curetes mit Trommeln; entdeckt in Ideon Andron (Kreta), Geometrischer Stil aus dem 7. bis 8. Jahrhundert v. Chr.

In der Nachpalastzeit (Spätminoisch IIIA2 bis IIIC) wurden in Schreinen Figuren der "Göttin mit erhobenen Armen" aufgestellt. Sie waren ein typisch kretisches Phänomen und wiesen starke minoische Merkmale auf. Im zerstörten Palast von Knossos, der wahrscheinlich als heilig erachtet wurde, befand sich ein nachpalastzeitlicher Schrein mit ebensolchen Figuren. Selbst in den "Fluchtsiedlungen" der kretischen Berge im 12. Jahrhundert v. Chr. fanden sich noch solche Götterfiguren.

## Minoische Gottheiten

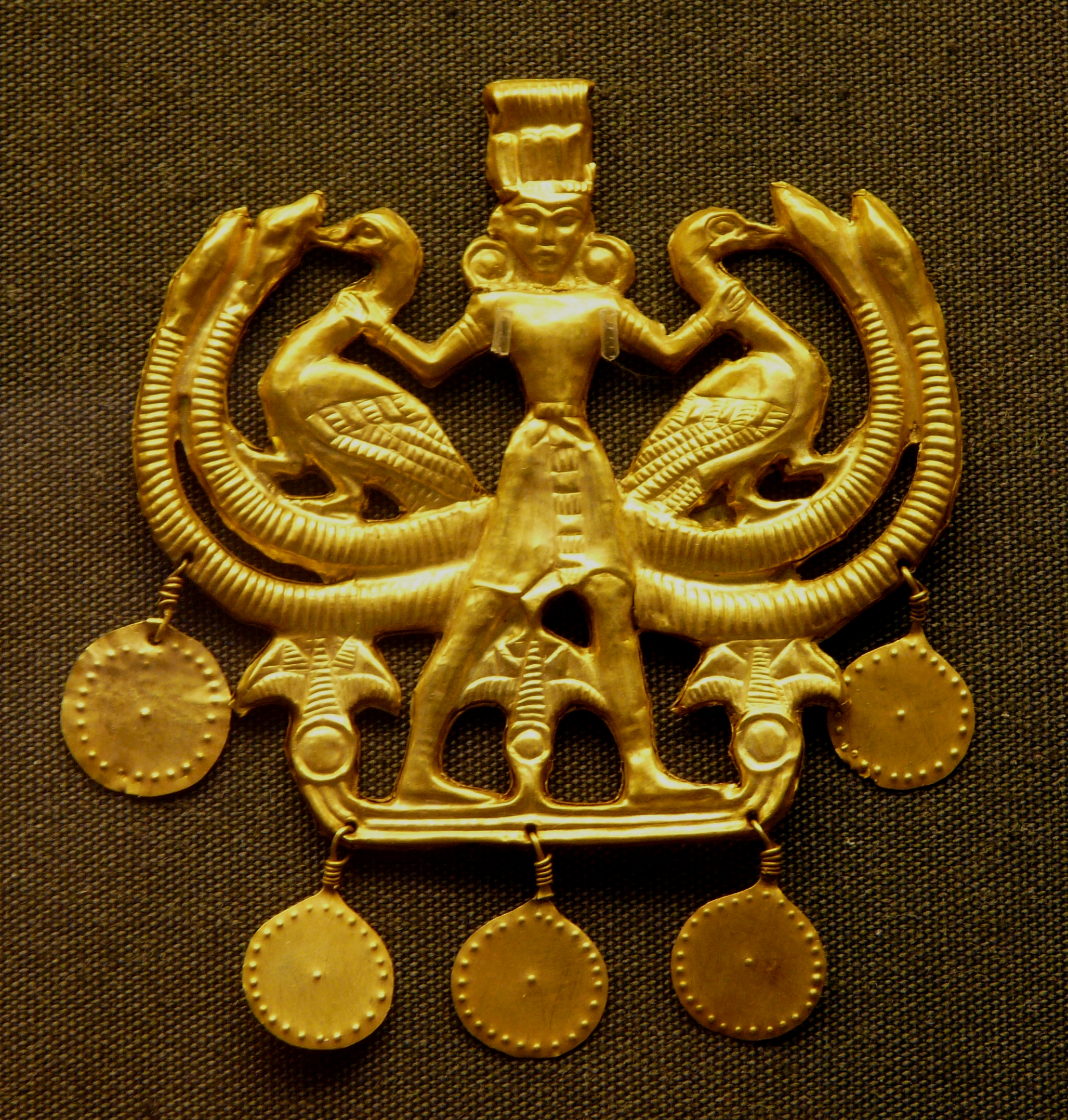
Der Herr der Tiere in einem Schmuckstück minoischen Ursprungs

Teilweise herrscht die Ansicht, die Minoer hätten keine anthropomorphen Gottheiten gekannt. Auf Siegeln und Siegelabdrücken auftauchende Symbole für Gottheiten sind Vögel, Schmetterlinge, Kokons, Doppeläxte und heilige Knoten. Allerdings finden sich dort auch kleine, schwebende, meist weibliche Personen oder Männer und Frauen in befehlender Geste, die als Götter angesehen werden können. Sie tragen die übliche Kleidung der Minoer. Früher existierte die Theorie, dass die Minoer eine Große Mutter oder Große Göttin gehabt hätten, die von einem jugendlichen männlichen Gott begleitet wurde. Mittlerweile wird dies als unwahrscheinlich erachtet, obwohl keine Widerlegung vorliegt. Allgemein wird von einer polytheistischen Religion ausgegangen.

### Ikonographisch überlieferte Gottheiten
Ikonographische Darstellungen von Gottheiten finden sich zumeist auf Siegeln oder Siegelabdrücken, aber auch etwa auf Fresken oder in der Gestalt von Fayencestatuetten. Die Aufgabenbereiche dieser Gottheiten können anhand des Bildmaterials und von Vergleichen mit zeitgleichen oder späteren Kulturen interpretativ erschlossen werden.
| Typus Gottheit    | Aufgaben                                                                      | Darstellung | Attribute                                      |
| ----------------- | ----------------------------------------------------------------------------- | --- | ---------------------------------------------- |
| Herr der Tiere    | Herr der Tiere                                                                | jugendlich, begleitet von Tieren (Löwen, Vögel), Tiere unterwerfend (Löwen, Stiere) |                                                |
| Herrin der Tiere  | Herrin der Natur; Herrin der Tiere der Erde, des Meeres und des Himmels       | begleitet von verschiedenen Tieren (Löwen, Affen, Greife, Schlangen, Fische, Delfine und Vögel); manchmal Darstellung als Vogelfrau                                                                                        |                                                |
| Mondgott          | Mond, Sohn der Sonnengöttin                                                   | stehender Gott mit Mond über dem Kopf | Mondsichel                                     |
| Schlangengöttin   | Erde, Unterwelt                                                               | von Schlangen umwunden oder Schlangen emporhaltend, Variation der Herrin der Tiere | Schlangen                                      |
| Seeungeheuer      | Ozean                                                                         | löwenartiger Kopf |                                                |
| Sonnengöttin      | Sonne, Unterwelt, Muttergöttin, Götterkönigin, Patronin des minoischen Königs | sitzende Göttin mit kurvigen Körperformen, teilweise mit Sonne über dem Kopf | Doppelaxt, Sonnenscheibe, Rosette, Halbrosette |
| Stier des Himmels | Träger der Sonne/der Sterne                                                   | Stierkopf mit strahlendem Stern oder Doppelaxt zwischen den Hörnern |                                                |
| Wettergott        | Wetter, Stürme, Sohn der Sonnengöttin, kriegerischer Gott                     | stehender, muskulöser und jugendlicher Gott, oft bewaffnet (mit Speer, Bogen, Schild), kommandierende Gestik, gekleidet in kurzen Schurz, manchmal eine hohe und spitze Tiara auf dem Kopf, Feinde oder Bestien bezwingend |                                                |

Bei dem Herrn der Tiere, der Herrin der Tiere und der in ihrer Echtheit anhand der Ergebnisse der Radiokarbonmethode (14C-Datierung) umstrittenen Schlangengöttin handelt es sich um bestimmte Typen minoischer Götterdarstellung, deren konkrete Aufgabenbereiche entweder in den Darstellungen bereits angedeutet zu sein scheinen oder anhand dieser Darstellungen vorsichtig erschlossen werden.
Bei den anderen Gottheiten handelt es sich um Nanno Marinatos’ Interpretation einer Vielzahl minoischer Darstellungstypen von Gottheiten, die untereinander und mit Beispielen kontemporärer Kulturen verglichen werden.
Die Sonnengöttin wird aus der häufig dargestellten Gestalt einer sitzenden Göttin mit reifen, mütterlichen Körperformen erschlossen. Dabei wird die Funktion der Göttin als Muttergöttin durch ihre mütterliche Gestalt, ihre Aufgabe als Götterkönigin aus dem thronenden Auftreten begründet. Die Assoziation der Göttin mit der Sonne einerseits und der Unterwelt andererseits entsteht dadurch, dass die sitzende Göttin häufig mit Symbolen minoischer Kunst verbunden ist, die Marinatos als Sonnensymbole (Sonnenscheibe, Rosette, Halbrosette) oder Symbole der nächtlichen, unterirdischen Sonne (Doppelaxt) interpretiert. Als Schutzherrin des minoischen Königs gilt die Sonnengöttin, da einerseits ihre Attribute in den minoischen Palästen weit verbreitet sind und andererseits die Könige zeitgleicher Kulturen gleichfalls oft Schützlinge der Sonnengottheit waren.
Der Mondgott wird aus der Assoziation einer männlichen Gottheit mit dem Mondsymbol erschlossen. Sowohl er als auch der Wettergott gelten nach Marinatos als Söhne der Sonnengöttin, da ein junger, teils kämpferischer, teils mit der Mondsichel assoziierter Gott häufig im Kontrast zu der sitzenden mütterlichen Sonnengöttin dargestellt wird.
Der Wettergott wird aus verschiedensten Darstellungen eines jungen, kämpferischen Gottes in der minoischen Kunst ebenso wie aus der Parallelität dieser Darstellungen mit altorientalischen Mythen (etwa dem jungen, kämpferischen Wettergott Baal aus Ugarit) erschlossen, in denen der junge Wettergott die Feinde der göttlichen Ordnung bekämpft und besiegt.
Das Seeungeheuer als Hauptfeind des Wettergottes wird auf der Grundlage eines einzigen minoischen Siegelabdrucks und entsprechender altorientalischer und altägyptischer Mythen erschlossen.
Der Stier des Himmels schließlich wird von Marinatos auf der Grundlage von minoischen Stierkopfdarstellungen mit als Himmelskörper interpretierten Objekten zwischen den Hörnern (Stern, Doppelaxt) und durch Vergleiche mit dem Sonnenstier der altägyptischen Mythologie angenommen.

### Schriftlich überlieferte Gottheiten
Minoische Gottheiten können auf verschiedene Weisen schriftlich überliefert sein. Sie werden aus minoischen Linear-A-Texten erschlossen, in Linear-B-Texten aus der mykenischen Herrschaft auf Kreta erwähnt oder, seltener, in ägyptischen Papyri überliefert.
| Name Gottheit                                                                      | Schreibung Linear A | Schreibung Linear B         | altägyptische Schreibung | Aufgaben                                                      | Entsprechungen                                    |
| ---------------------------------------------------------------------------------- | ------------------- | --------------------------- | ------------------------ | ------------------------------------------------------------- | ------------------------------------------------- |
| Ameja/Amija                                                                        | A-MA?               | a-me-ja?, a-me-a?           | ‘a-m-ᶜ-j-3               | Gott der Heilung                                              |                                                   |
| A-sa-sa-ra                                                                         | A-SA-SA-RA          |                             |                          | Sonnengöttin?                                                 | Schlangengöttin, Athirat                          |
| Daidalos (Name vorgriechisch; nachgewiesen in Linear B im Schreinnamen Daidaleion) |                     | da-da-re-jo                 |                          |                                                               | Daidalos                                          |
| Eleuthia (Name vorgriechisch)                                                      |                     | e-re-u-ti-ja                |                          | Geburt                                                        | Eileithyia                                        |
| Gesamtheit der Götter (Name griechisch: Pansi Thehoi)                              |                     | pa-si-te-o-i                |                          |                                                               |                                                   |
| Ma-ri-ne-u                                                                         |                     | ma-ri-ne-u                  |                          |                                                               |                                                   |
| Pa-sa-ja                                                                           |                     | pa-sa-ja                    |                          |                                                               |                                                   |
| Pi-pi-tu-na                                                                        |                     | pi-pi-tu-na                 |                          |                                                               |                                                   |
| Po-ro-de-qo-no                                                                     |                     | po-ro-de-qo-no              |                          |                                                               |                                                   |
| Herrin (Potnia) des Labyrinths (Name griechisch-vorgriechische Mischbildung)       |                     | da-pu2-ri-to-jo po-ti-ni-ja |                          | Herrin des Labyrinths                                         | Ariadne?                                          |
| Priesterin der Winde (Name griechisch: Anemon Hiereia)                             |                     | a-ne-mo-i-je-re-ja          |                          |                                                               |                                                   |
| …-]qe-sa-ma-qa                                                                     |                     | …-]qe-sa-ma-qa              |                          |                                                               |                                                   |
| Ratjaja/Ratjija                                                                    | RA2-TI?             |                             | r-ṯ3-jj                  | Gott der Heilung                                              | evtl. als r-p3-jj, ägypt. "mein Heiler" zu lesen. |
| Si-ja-ma-to                                                                        |                     | si-ja-ma-to                 |                          |                                                               |                                                   |
| Zeus Diktaios (Name griechisch-vorgriechische Mischbildung: Diktaioi Diwei, Dativ) |                     | di-ka-ta-jo di-we           |                          | Gott des Berges Dikte, jugendlicher sterbender Zeus von Kreta | Zeus                                              |

Die Göttin A-sa-sa-ra ist nur in Linear A-Texten überliefert. Es wurde vermutet, dass ihr Name eine Schreibung des Namens der altorientalischen Göttin Athirat darstellt.
Die Heilgötter Amea/Amija und Ratjaja/Ratjija wurden in einem medizinischen Papyrus aus Ägypten überliefert (Medizin-Papyrus, London B.M. 10059, Nr. 32 & 33), der in Hieroglyphenschrift Beschwörungsformeln in kretischer/minoischer Sprache (m ḏd n.f K3ftjw) aufführt, die gegen die "Asiatische ( '3m.w) Krankheit" (Nr. 32) und die "Samuna (s3-m-ᶜ-w-n-3)-Krankheit" (Nr. 33) helfen sollen. In der zweiten Beschwörung werden der "Gott" (nṯr) Ameja/Amija und der "große Gott" (nṯr p3-3 wr) Ratjaja/Ratjija angerufen. Ihr möglicher Nachweis in Linear A- und Linear B-Texten kann somit erst sekundär erfolgen.
Alle anderen überlieferten Gottheiten entstammen Linear B-Texten aus der mykenischen Herrschaft in Knossos. Teilweise sind klar vorgriechische Namensformen erkennbar, teilweise griechische Namensformen überliefert, die allerdings auf eine vorgriechische, minoische Gottheit deuten könnten.

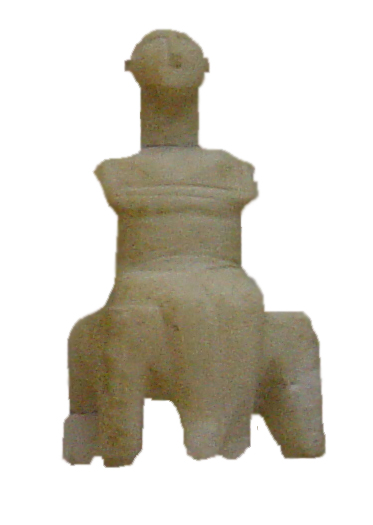
Gottheit auf einem Thron sitzend. Marmoridol aus Tekes, Vorpalastzeit.
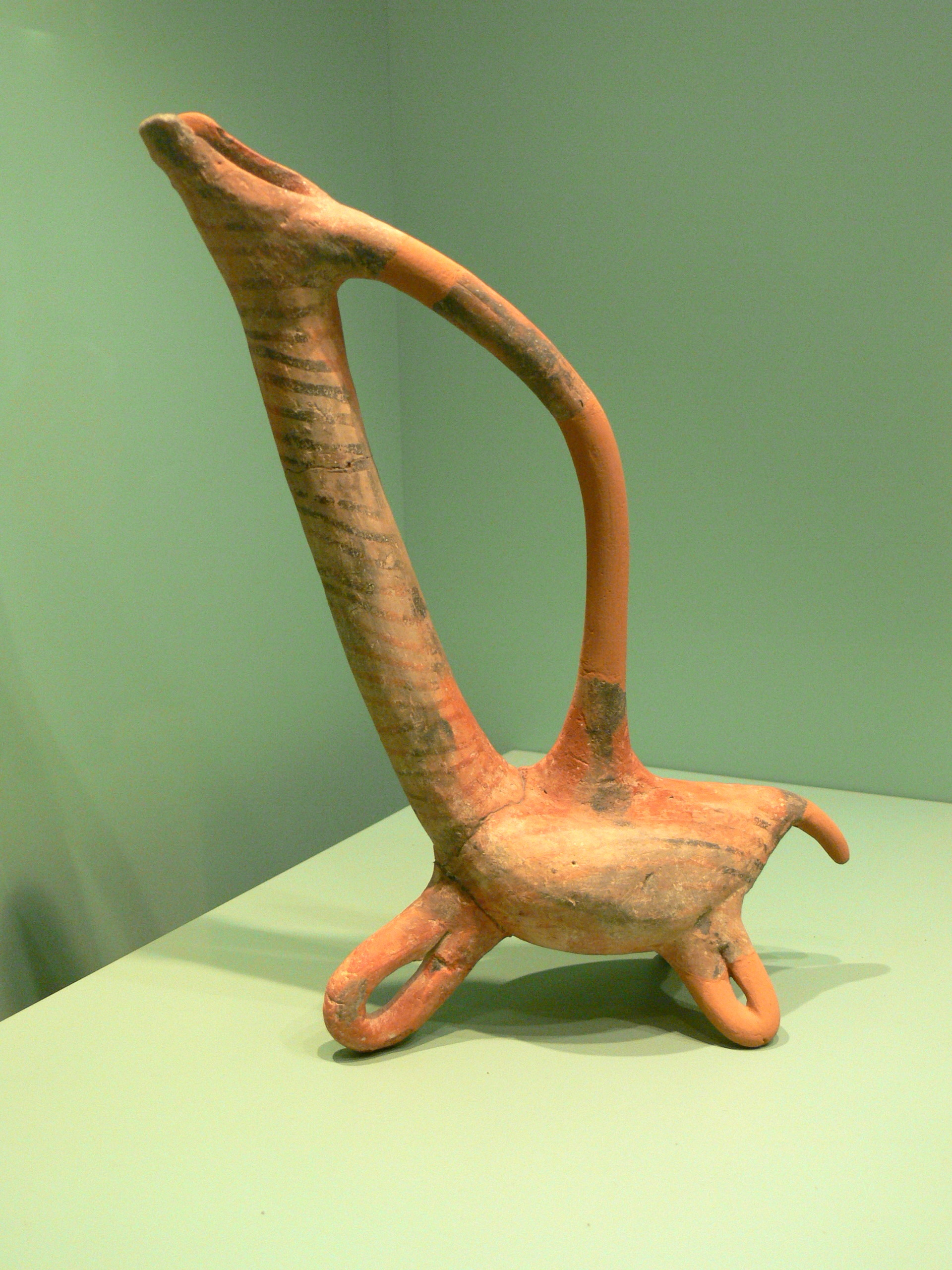
Frühminoisches Gefäß in Form eines Vogels. Koumasa Ware, (3000–2300 v. Chr.), im  Archäologischen Museum in Chania.
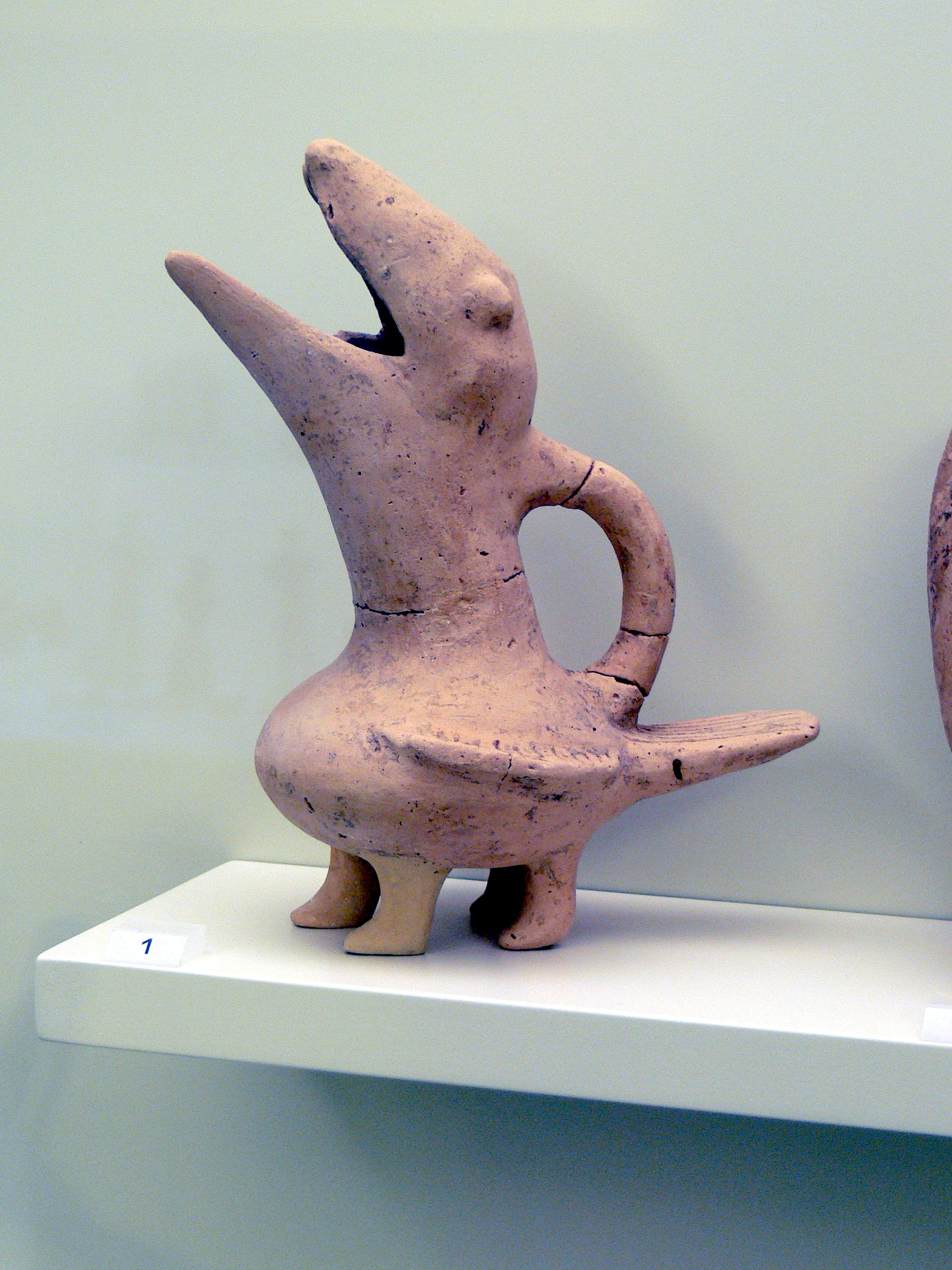
Vogelkanne aus der Vorpalastzeit (3300–2100 v. Chr.), Archäologisches Museum in Herakleion.
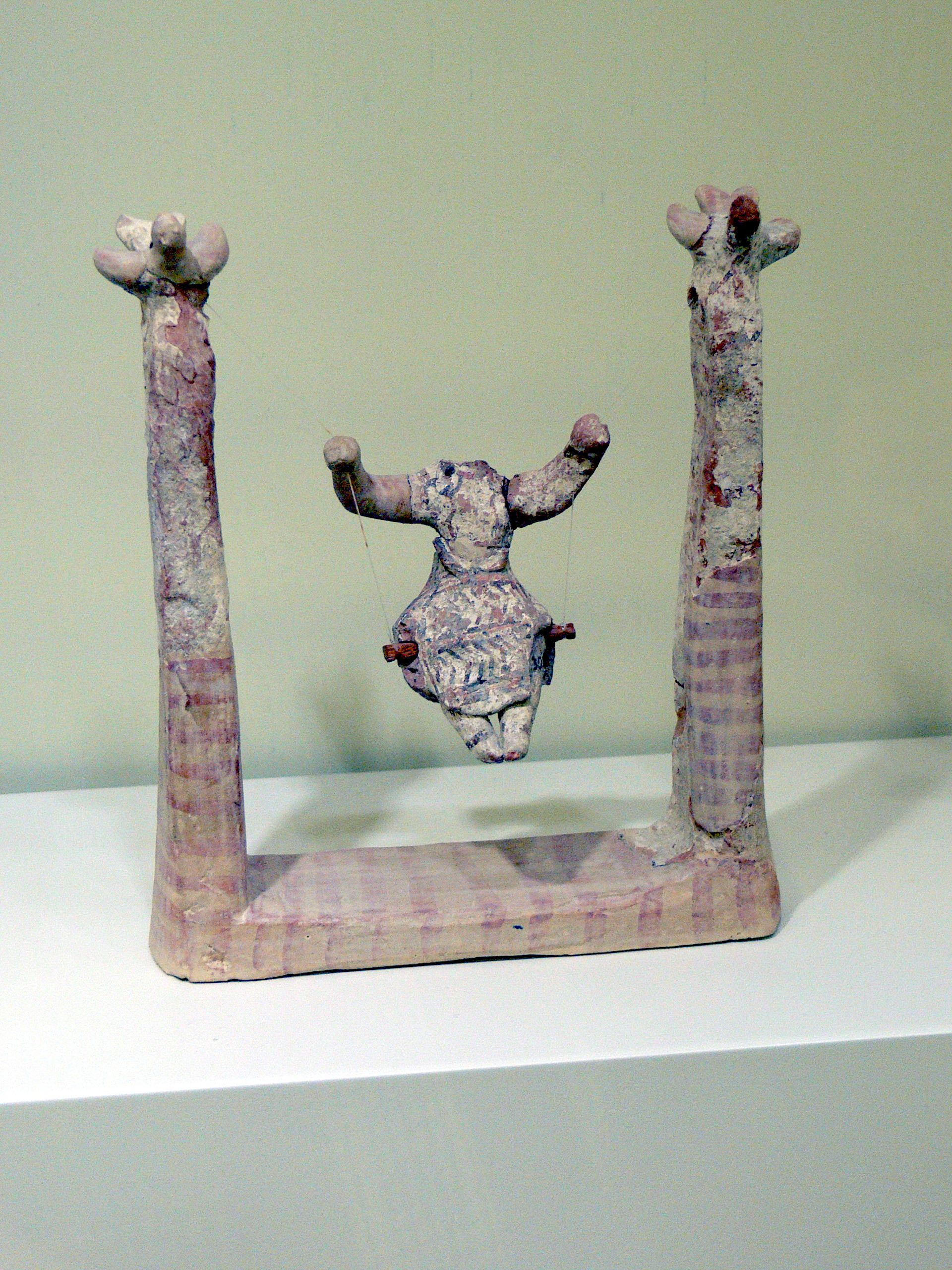
Frau auf einer Schaukel. Agia Triada, Späte Neue Palastzeit (1450–1300 v. Chr.) im archäologischen Museum in Herakleion
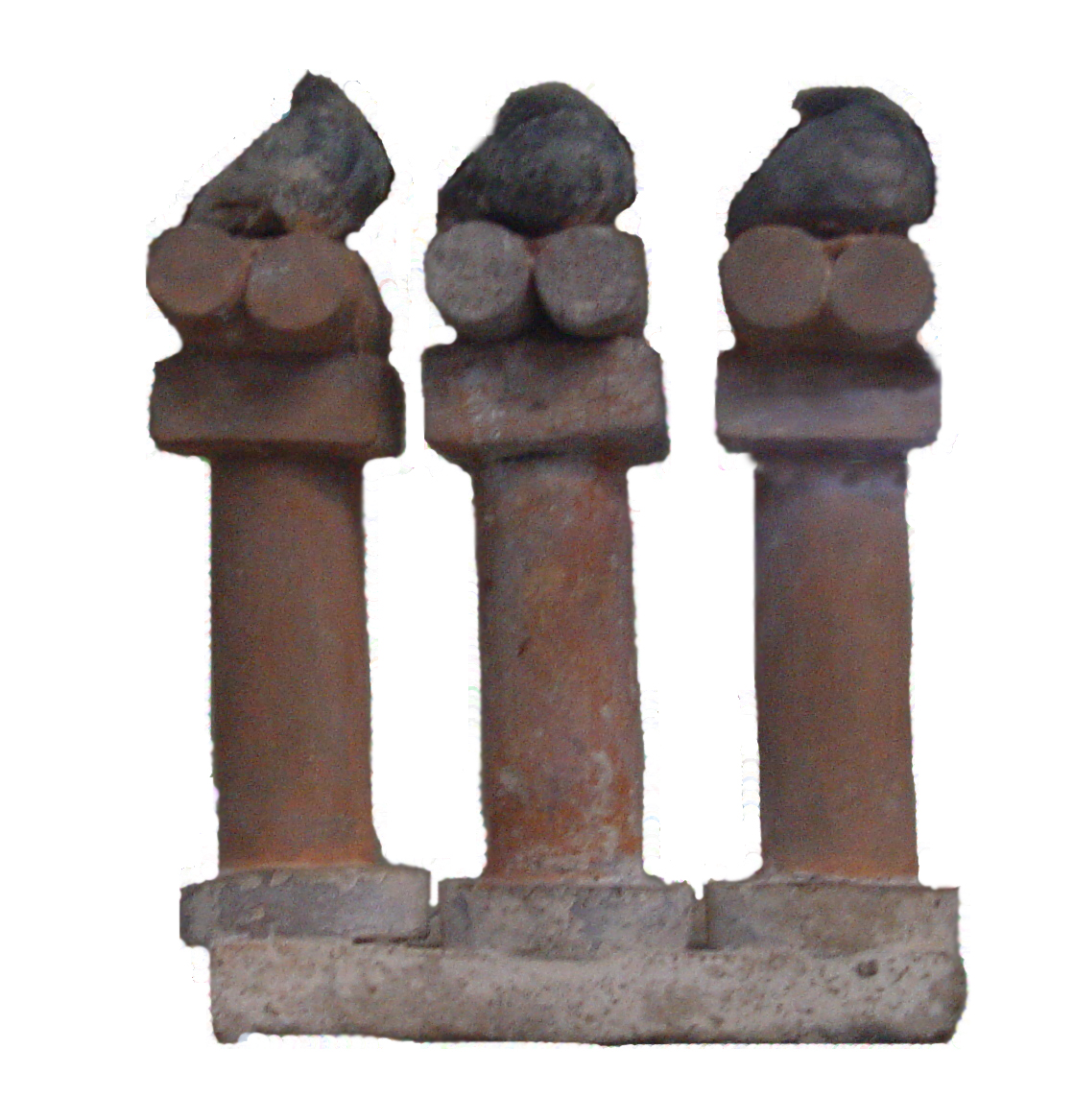
Dreisäulenheiligtum aus der kretischen Vorpalastzeit im  Archäologischen Museum in Iraklion auf Kreta.
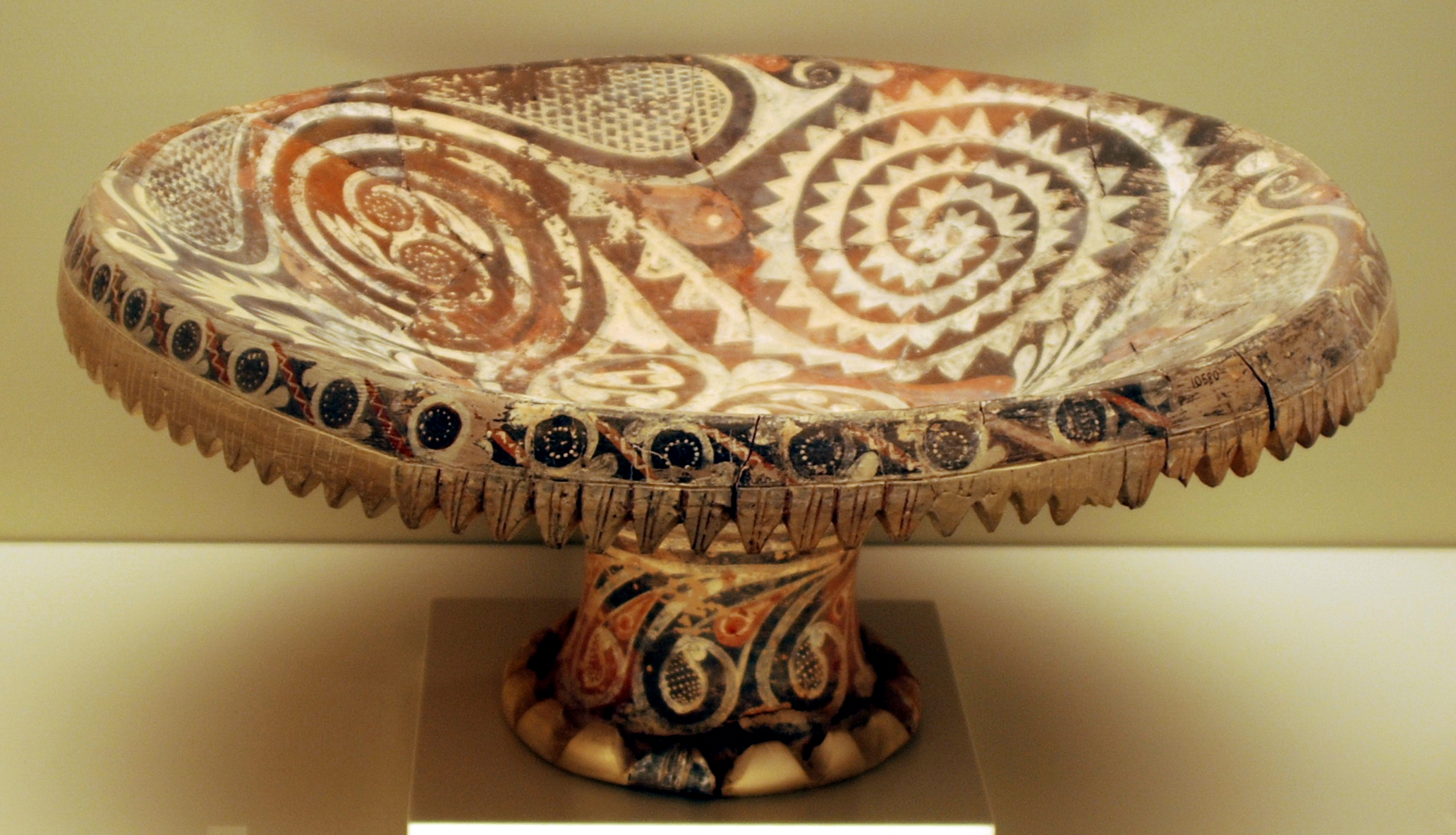
Fruchtbarkeitsschale für die Opferung von Früchten aus Phaistos zu sehen im Archäologischen Museum in Herakleion
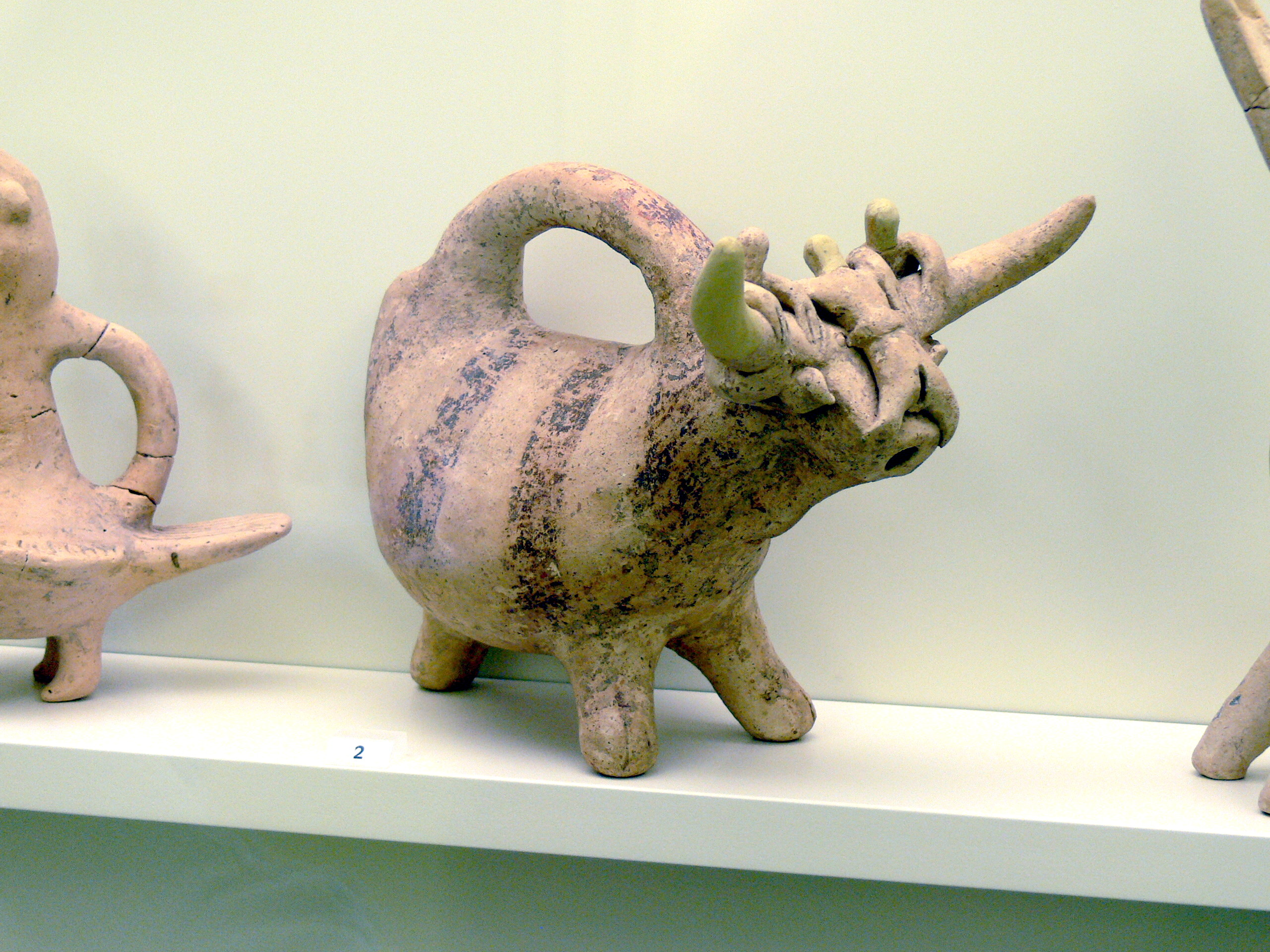
Tonrhyton in Form eines Stiers, den Männer bei den Hörnern halten. Vorpalastzeit (3300–2100 v. Chr.)
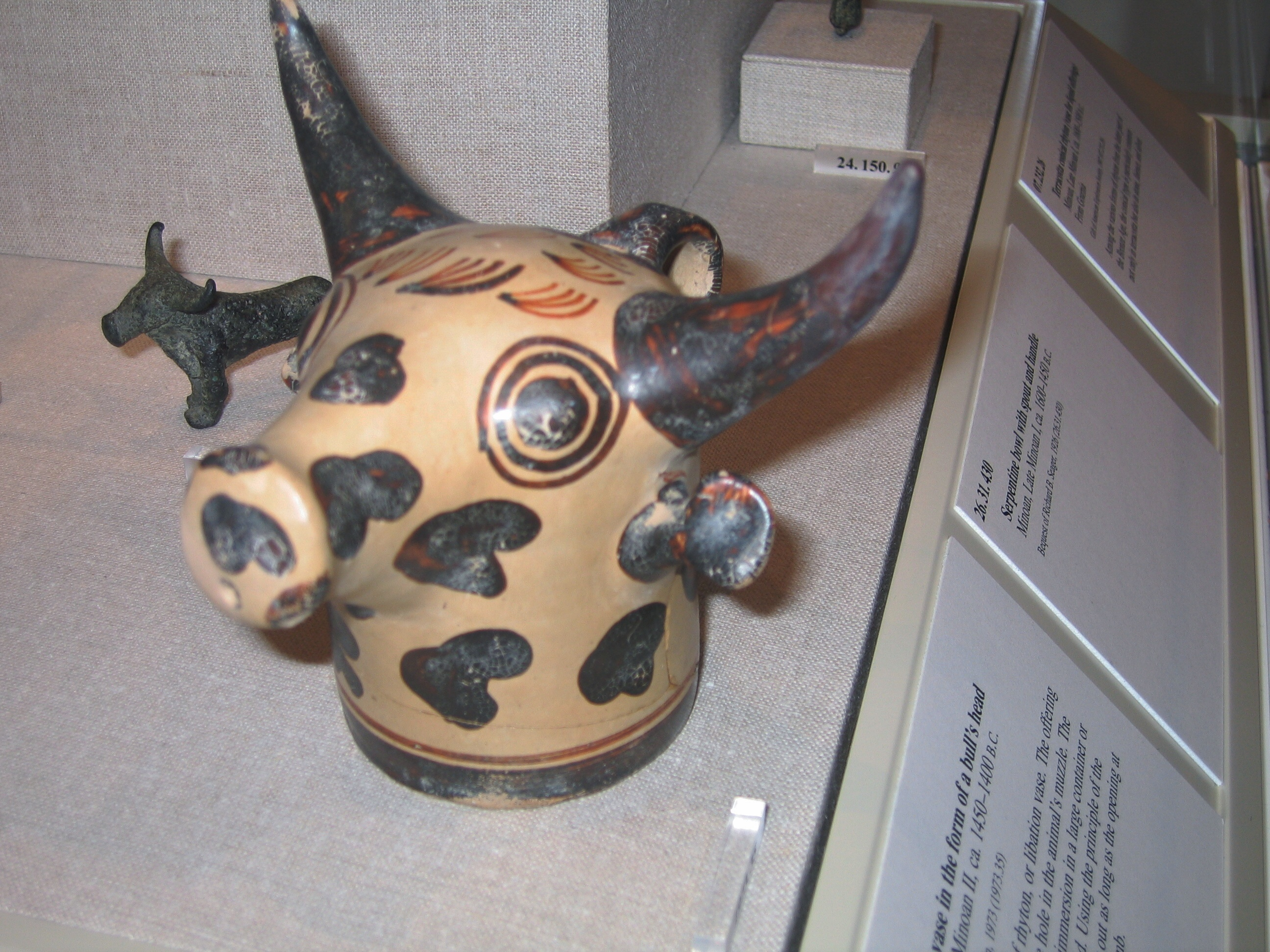
Terracotta-Vase in Form eines Stierkopf, letzte Minoische Periode, (ca. 1450–1400 v. Chr.)
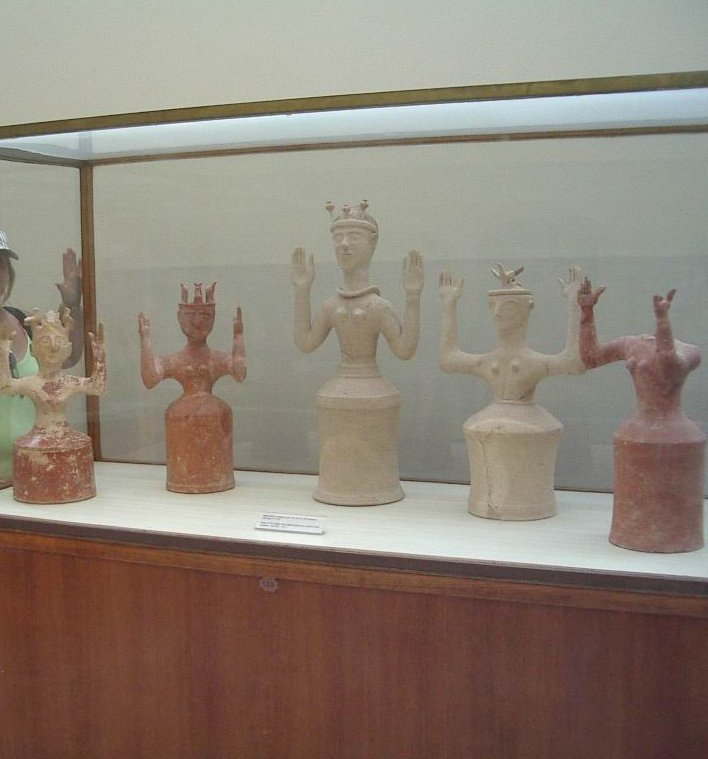
Verschiedene Beispiele von Minoischen Göttinnen mit erhobenen Armen, dessen Position durch die Form der heiligen Hörner inspiriert wird, im Archäologischen Museum in Herakleion.
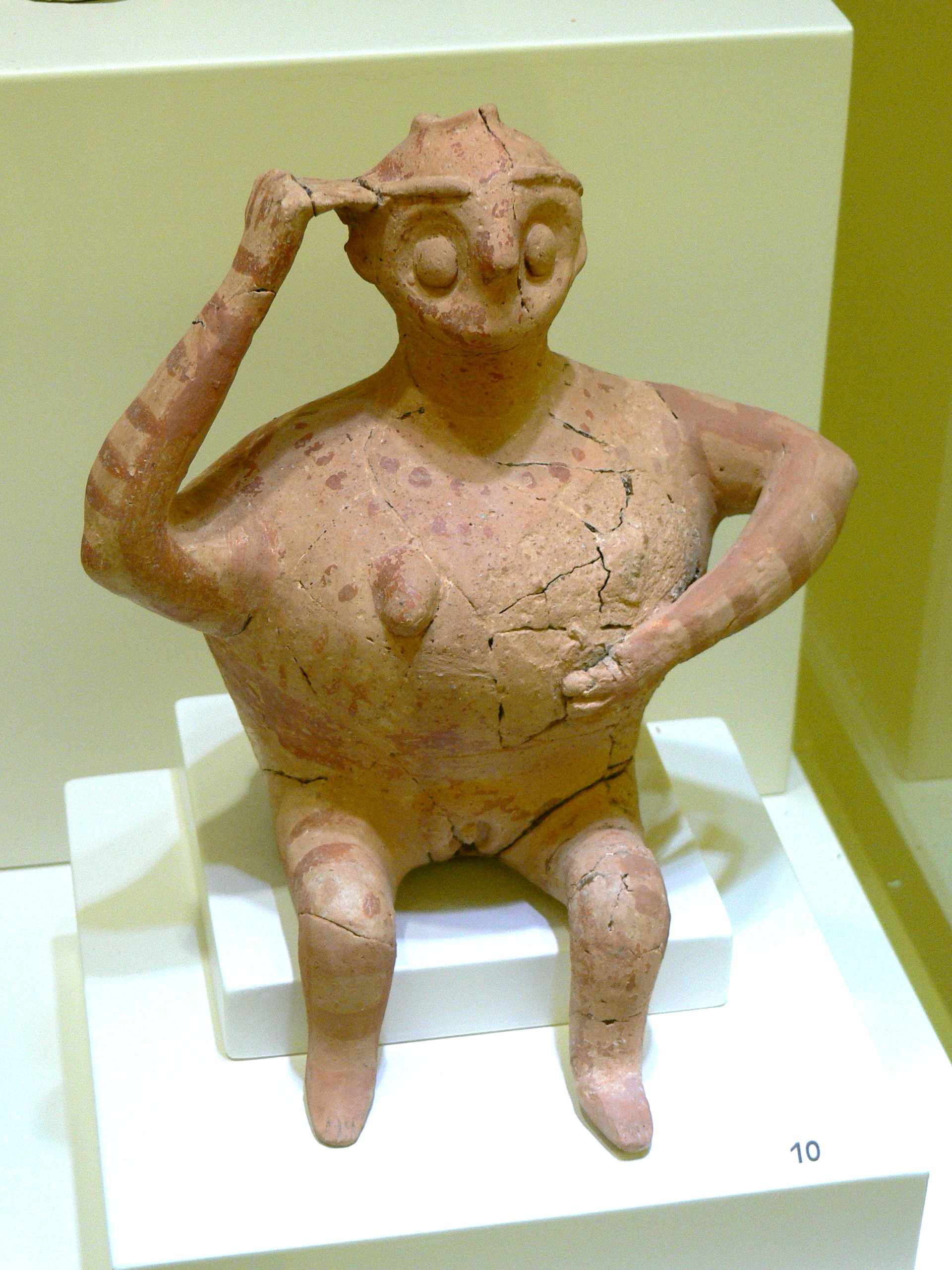
Tonrhyton in Form einer schwangeren Frau aus der Nachpalastzeit (1300–1200 v. Chr.), Archäologisches Museum in Herakleion.
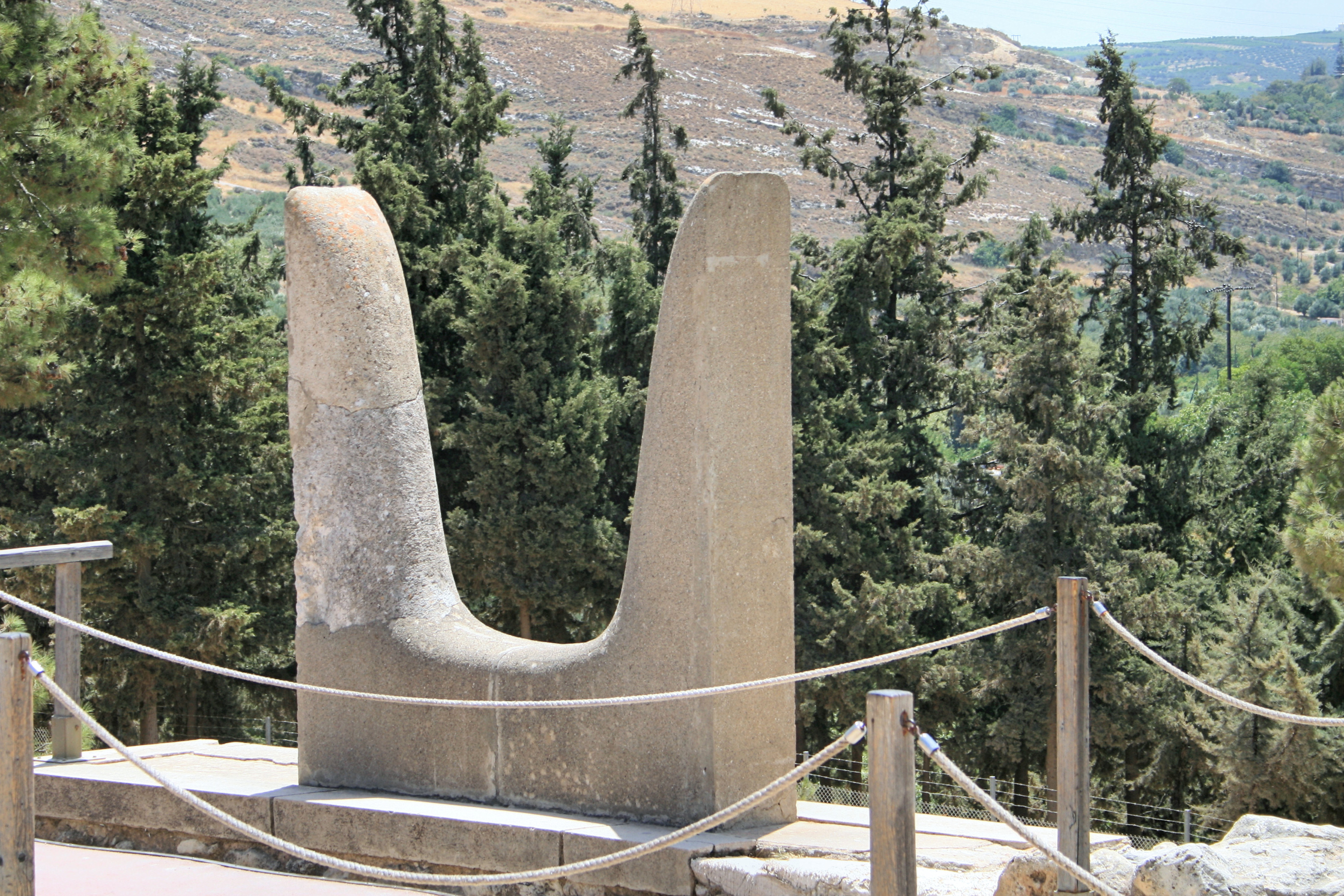
Die großen Kulthörner (Stierhörner) in der Nähe des Südeingangs des minoischen Palastes von Knossos auf der griechischen Insel Kreta.